# Boyacá (estación)
La estación sencilla Boyacá hace parte del sistema de transporte masivo de Bogotá llamado TransMilenio, el cual fue inaugurado en el año 2000.

## Ubicación
La estación está ubicada en el noroccidente de la ciudad, más específicamente en la Avenida Medellín entre carreras 70F y 71. Se accede a ella a través de un puente peatonal ubicado sobre la Carrera 71, que también tiene acceso directo al Centro comercial Titán Plaza.
Atiende la demanda de los barrios Bonanza, Santa Rosa, el Parque Bonanza y sus alrededores.

## Origen del nombre
La estación recibe su nombre de la Avenida Boyacá, que pasa algunos metros al occidente. Es la avenida más larga de la ciudad que cubre alrededor de 40 kilómetros de norte a sur.

## Historia
En el año 2000 fue inaugurada la fase I del sistema TransMilenio, desde el Portal 80, hasta la estación Tercer Milenio, incluyendo la estación Boyacá.

## Servicios de la estación

### Servicios troncales
| Tipo                                | Rutas al Norte | Rutas al Noroccidente | Rutas al Sur |
| ----------------------------------- | -------------- | --------------------- | ------------ |
| Ruta fácil                          |                | 6                     | 6            |
| Expresos todos los días todo el día | B10            | D10D22                | G22          |
| Expresos lunes a sábado todo el día |                | D20                   | H20          |

### Esquema
| ← Occidente    |         |         |
| Avenida Boyacá | D10D22  | 6D20    |
| Puente         | Vagón 2 | Vagón 1 |
| Avenida Boyacá | B10G22  | 6H20    |
| Oriente →      |         |         |

### Servicios urbanos
Así mismo funcionan las siguientes rutas urbanas del SITP en los costados externos a la estación, circulando por los carriles de tráfico mixto sobre la Calle 80, con posibilidad de trasbordo usando la tarjeta TuLlave:
| Código | Sector                | Dirección      | Rutas     |
| ------ | --------------------- | -------------- | --------- |
| 415A04 | D Estación Av. Boyacá | AC 80 - KR 70F | Sin rutas |

## Ubicación geográfica
| Noroeste: Engativá      | Norte: C Av. Suba - Av. Boyacá      | Nordeste: Engativá |
| Oeste: D Minuto de Dios |                                     | Este: D Ferias     |
| Suroeste: Engativá      | Sur: K Avenida Rojas - UNISALESIANA | Sureste: Engativá  |